# شاهدخت الیزابت پروس
شاهدخت الیزابت پروس (به آلمانی: Elisabeth von Preußen) (۱۸ ژوئن ۱۸۱۵ – ۲۱ مارس ۱۸۸۵) فرزند شاهزاده ویلهلم پروس و همسرش ماری آنای هسن-هومبورگ و نوه فریدریش ویلهلم دوم بود. 
الیزابت در ۲۲ اکتبر ۱۸۳۶ در برلین با شاهزاده کارل هسن و راین ازدواج کرد و حاصل این ازدواج چهار فرزند بود. نخستین فرزند الیزابت و کارل بعد از درگذشت عمویش لودویگ سوم به عنوان لودویگ چهارم به حکومت هسن رسید.
الیزابت در سن ۶۹ سالگی در دارمشتات درگذشت و جسد او در همان شهر دفن شد.